# Championnat de Guinée-Bissau de football 1991-1992
Navigation
Édition 1993-1994
La saison 1991-1992 du Championnat de Guinée-Bissau de football est la dix-septième édition de la Primeira Divisião, le championnat de première division en Guinée-Bissau. Les douze meilleures équipes du pays se retrouvent au sein d'une poule unique où elles s'affrontent à deux reprises. En fin de saison, afin de permettre le passage du championnat à 16 clubs, les quatre derniers du classement sont relégués et remplacés par les huit meilleures formations de Segunda Divisião.
C'est le Sporting Clube de Bissau, tenant du titre, qui remporte à nouveau la compétition cette saison après avoir terminé en tête du classement final, avec deux points d'avance sur l'UDI Bissau et Sport Portos de Bissau. C'est le cinquième titre de champion de Guinée-Bissau de l'histoire du club.

## Les clubs participants
- Sporting Clube de Bissau
- Sport Portos de Bissau
- UDI Bissau
- Sport Bissau e Benfica
- Ténis Clube de Bissau
- Desportivo de Gabú
- ADR Mansaba
- Estrela Negra de Bissau
- Ajuda Sport de Bissau
- Estrela Negra de Bolama
- Agril Futebol Clube
- Blofib Futebol Clube

## Compétition

### Classement
Le classement est établi sur le barème de points suivant : victoire à 2 points, match nul à 1, défaite à 0.
| Rang | Équipe                    | Pts | J  | G | N | P | Bp | Bc | Diff |
| ---- | ------------------------- | --- | -- | - | - | - | -- | -- | ---- |
| 1    | Sporting Clube de BissauT | 36  | 22 |   |   |   |    |    |      |
| 2    | UDI Bissau                | 34  | 22 |   |   |   |    |    |      |
| 3    | Sport Portos de Bissau    | 34  | 22 |   |   |   |    |    |      |
| 4    | Sport Bissau e BenficaC   | 28  | 22 |   |   |   |    |    |      |
| 5    | Ténis Clube de Bissau     | 27  | 22 |   |   |   |    |    |      |
| 6    | ADR MansabaP              | 24  | 22 |   |   |   |    |    |      |
| 7    | Desportivo de Gabú        | 20  | 21 |   |   |   |    |    |      |
| 8    | Estrela Negra de Bissau   | 19  | 21 |   |   |   |    |    |      |
| 9    | Ajuda Sport de BissauP    | 18  | 22 |   |   |   |    |    |      |
| 10   | Agril Futebol ClubeP      | 12  | 22 |   |   |   |    |    |      |
| 11   | Blofib Futebol ClubeP     | 6   | 21 |   |   |   |    |    |      |
| 12   | Estrela Negra de Bolama   | 2   | 21 |   |   |   |    |    |      |

|  | Qualification pour la Coupe des clubs champions africains 1993                                    |
|  | Qualification pour la Coupe des Coupes 1993                                                       |
|  | Qualification pour la Coupe de la CAF 1993                                                        |
|  | Relégation directe en Segunda Divisião                                                            |
|  | T : Tenant du titre C : Vainqueur de la Coupe de Guinée-Bissau P : Club promu de Segunda Divisião |

## Bilan de la saison
| Championnat de Guinée-Bissau de football 1991-1992 | |
| Champion                                           | Sporting Clube de Bissau (5e titre) |
| Coupes et trophées                                 | |
| Vainqueur de la Coupe de Guinée-Bissau 1991-1992   | Sport Bissau e Benfica |
| Qualifications continentales                       | |
| Coupe des clubs champions africains 1993           | Sporting Clube de Bissau (forfait) |
| Coupe des Coupes 1993                              | Sport Bissau e Benfica (forfait) |
| Coupe de la CAF 1993                               | UDI Bissau (forfait) |
| Promotions et relégations                          | |
| Promus en Primeira Divisião                        | CF Os Balantas Atlético Clube de Bissorã Tombali Sporting Clube Desportivo Recreativo Cultural de Farim Bula Futebol Clube Sporting Clube de Bafatá Futebol Clube de Cantchungo Quinara Futebol Clube |
| Relégués en Segunda Divisião                       | Ajuda Sport de Bissau Agril Futebol Clube Blofib Futebol Clube Estrela Negra de Bolama |